# 桜井勉
桜井 勉（さくらい つとむ、1843年10月6日〈天保14年9月13日〉 - 1931年〈昭和6年〉10月12日）は、明治時代の行政官、衆議院議員。日本の天気予報の創始者とされる。元出石藩士、維新後は徳島県、山梨県、台湾新竹県の各知事、神社局長などを務めた。

## 略歴

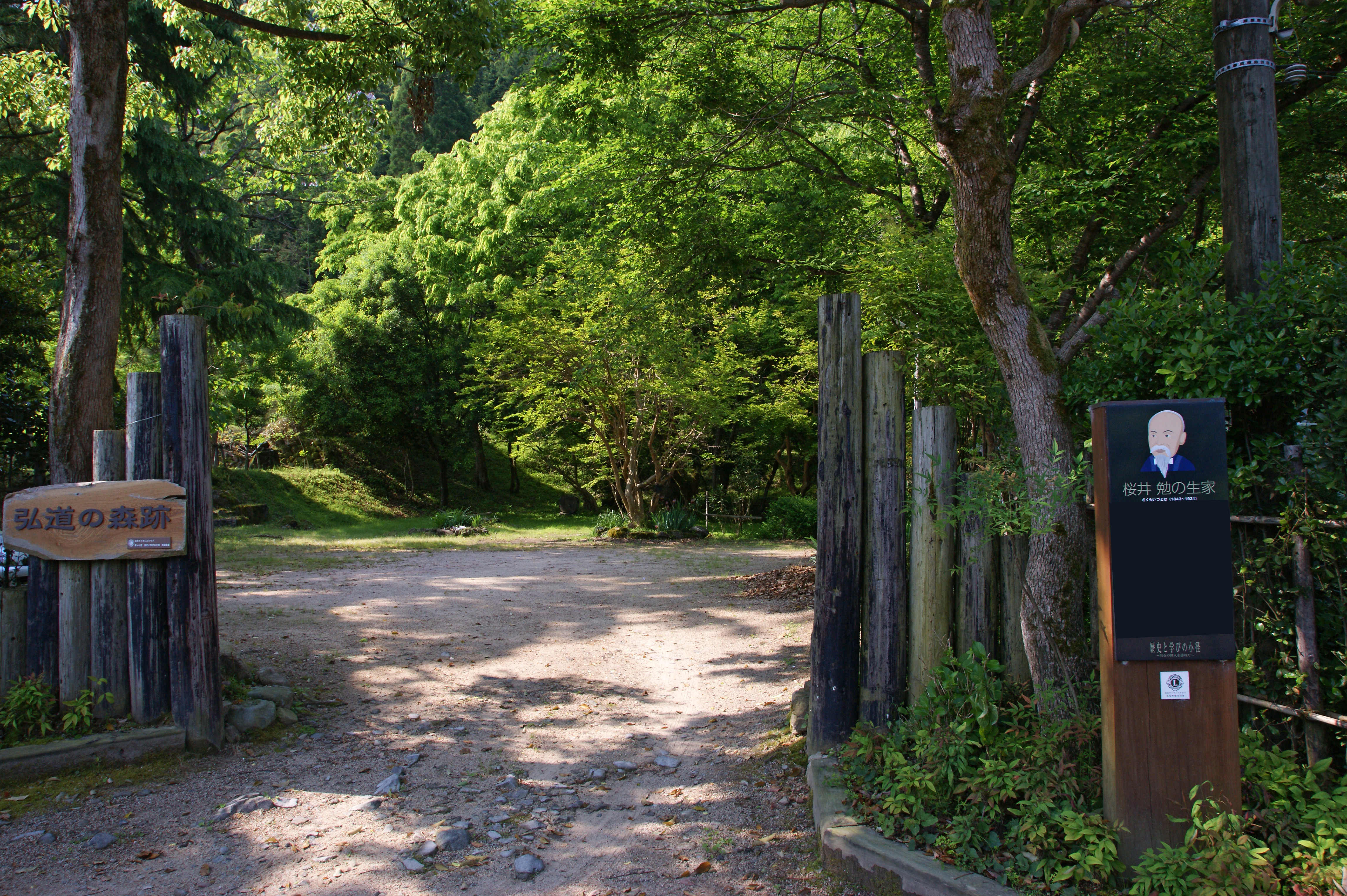
出石の生家跡

出石藩の儒官・桜井石門の長男として出石町伊木（現・兵庫県豊岡市）に生まれた。初名は「熊一」。1850年に藩校の弘道館に入門。その後、堀田省軒、芳野金陵、土井聱牙らの学者に学び、教養を深めた。
1870年に出石藩大参事となる。翌年には出石県権大参事となり出石県廃止後は松山県権大参事となる。明治新政府では内務に携わった。1873年に租税権助に就任。1875年頃から全国の気象測候所の創設を働きかけ気象観測網の基礎を築いた。
1878年、内務省地理局長に就任。その後、1879年に内務省山林局長、1881年に内務大書記官となった。
1887年（明治20年）1月、徳大寺実則不在の折に宮内庁より華族局長官代理に任命される。
1889年に徳島県知事に就任。1894年に衆議院選挙に兵庫県第9選挙区から立候補して当選。1896年から山梨県知事、1897年から台湾新竹県知事となった。1901年に内務省神社局長となり、1902年（明治35年）に退官した。1907年6月22日、錦鶏間祗候に任じられた。
退官後は出石に戻り、1922年に『校補但馬考』を著して但馬の郷土史研究の基礎を築いたほか、教育振興などにつとめた。
内閣官報局発行の旧官報等にみえる辞令等では、「桜井」ではなく「櫻井」と名字表記されている。

## 家族
- 玄祖父・桜井良翰 ‐ 出石藩士。藩主・仙石政辰の命により1751年に『但馬考』を編纂[4]。
- 父・桜井一太郎 - 出石藩士[5]
  - 本人・桜井 勉（熊一）
    - 長男・桜井恒次郎（1872－1928） - 解剖学者、九州帝国大学教授。1900年東京帝国大学医科大学卒業後、1902年文部省留学生としてドイツ留学、同年帰国し、京都帝国大学福岡医科大学の助教授、同教授を経て九州帝大教授となり博士号取得。不同舎の画家や博多人形師らに美術解剖学を指導したほか、桜井体操を考案し、体育教育の先駆として知られた[6][7]。
    - 長女・蕡（しげ、1874-1952） - 工学博士・丹羽鋤彦の妻。鋤彦は鎌倉鶴岡八幡宮宮司・丹羽与三郎房忠（先代与三郎の娘婿）の二男で、港湾工学者[8]。鋤彦の妹・貞子は山屋他人の妻で、雅子妃の母方曾祖母にあたる[8]。
    - 二男・建三郎 - 早世
    - 三男・康四郎 - 早世
    - 四男・近藤朔風 - 前名・逸五郎。東京の親戚・近藤軌四郞の養子[5]。
    - 二女・和香子 - 茨城県議会第18代議長・飯田謙之助の長男・庸治の妻[5]
    - 五男・貞六郎 - 兵庫の桜井敬吉の養子となる[5]。
    - 三女・直 - 文学博士・池内宏の妻[5]

  - 弟・木村熊二 - 妻に木村鐙子

## 測候所の設置
気象台（東京気象台、現気象庁）の設置は、工部省により計画され、内務省によって実現された。その後、内務省地理局長に就任した桜井は気象観測網の整備を進めるが、明治政府には国営で整備する余裕はなかった。このため、桜井は府県に測候所の創設を働きかけ、明治12年（1879年）1月1日、広島県が広島測候所（現広島地方気象台）を設置して気象観測を開始したのを皮切りに、全国に測候所が設置され、気象観測網が整備されていった。
明治20年度には、内務省予算の削減のため、内務省が設置していた11の測候所も地方へ移管されている。
ちなみに、業務重複などによる非効率さや、地方財政状況による観測点維持の懸念などから、1939年（昭和14年）11月1日、全国の気象官署は国営化されている。

## 府県統廃合
明治9年の府県統廃合の原案作成をしていた内務卿・大久保利通は、内務省高官で但馬出身の桜井勉に、豊岡県と鳥取県の合併について意見を求めた。桜井は、歴史的背景からはもっともな案であるが、但馬と因幡の間は山が険しく往来が不便であるため、鳥取県は島根県、豊岡県は飾磨県と合併させる方が適切であると進言した。物産が豊かな飾磨県を当時基盤の弱かった兵庫県と合併させることを考えていた大久保利通は、これに豊岡県を加えると大きくなりすぎるため難色を示した。このため豊岡県を二分し、丹後および丹波の天田郡を京都府、但馬および丹波の氷上郡、多紀郡を兵庫県に編入することを再提案した。
この意見が取り入れられ、現在の京都府と兵庫県が誕生し、一時期鳥取県は島根県と合併（鳥取県は（1881年）9月12日再配置）することになったと言われている。

## 栄典
位階
- 1873年（明治6年）11月15日 - 従六位[9]
- 1886年（明治19年）11月16日 - 正五位[10]
- 1890年（明治23年）11月1日 - 従四位[11]

勲章等
- 1886年（明治19年）11月30日 - 勲四等旭日小綬章[12]

## 著作
- 『但北紀行』桜井貞六郎、1892年12月。全国書誌番号:40009405。
- 『中但紀行』恵愛堂、1893年5月。全国書誌番号:40009409。
- 『校補但馬考』私立但馬聯合教育会、1922年7月。 NCID BN11559659。
  - 『校補但馬考』臨川書店、1973年6月。 NCID BN13409602。全国書誌番号:73004196。
  - 『校補但馬考』臨川書店〈兵庫県郷土誌叢刊〉、1973年6月。 NCID BN01105429。
- 『乙未紀事 一名・仙石左京記』浅田鶴吉、1925年11月。 NCID BN12415723。全国書誌番号:43048450。
- 『日本上寿録』丹羽鋤彦、1928年11月。 NCID BA40913851。全国書誌番号:47014181。
- 『出石年表』出石懐旧会、1929年5月。 NCID BB24069603。全国書誌番号:44039126。

### 校閲
- 桜井舟山『但馬考』黒田篤郎、1894年2月。全国書誌番号:40009396。
- 『校補但馬考』桜井勉、1922年7月。全国書誌番号:43033407。

### 編著
- 沢庵『投淵写興』蘆田新三郎、1928年7月。全国書誌番号:44024599。